# Repoussé
Ne doit pas être confondu avec repoussage.
Le repoussé est une technique employée en orfèvrerie ou en reliure.

## Orfèvrerie

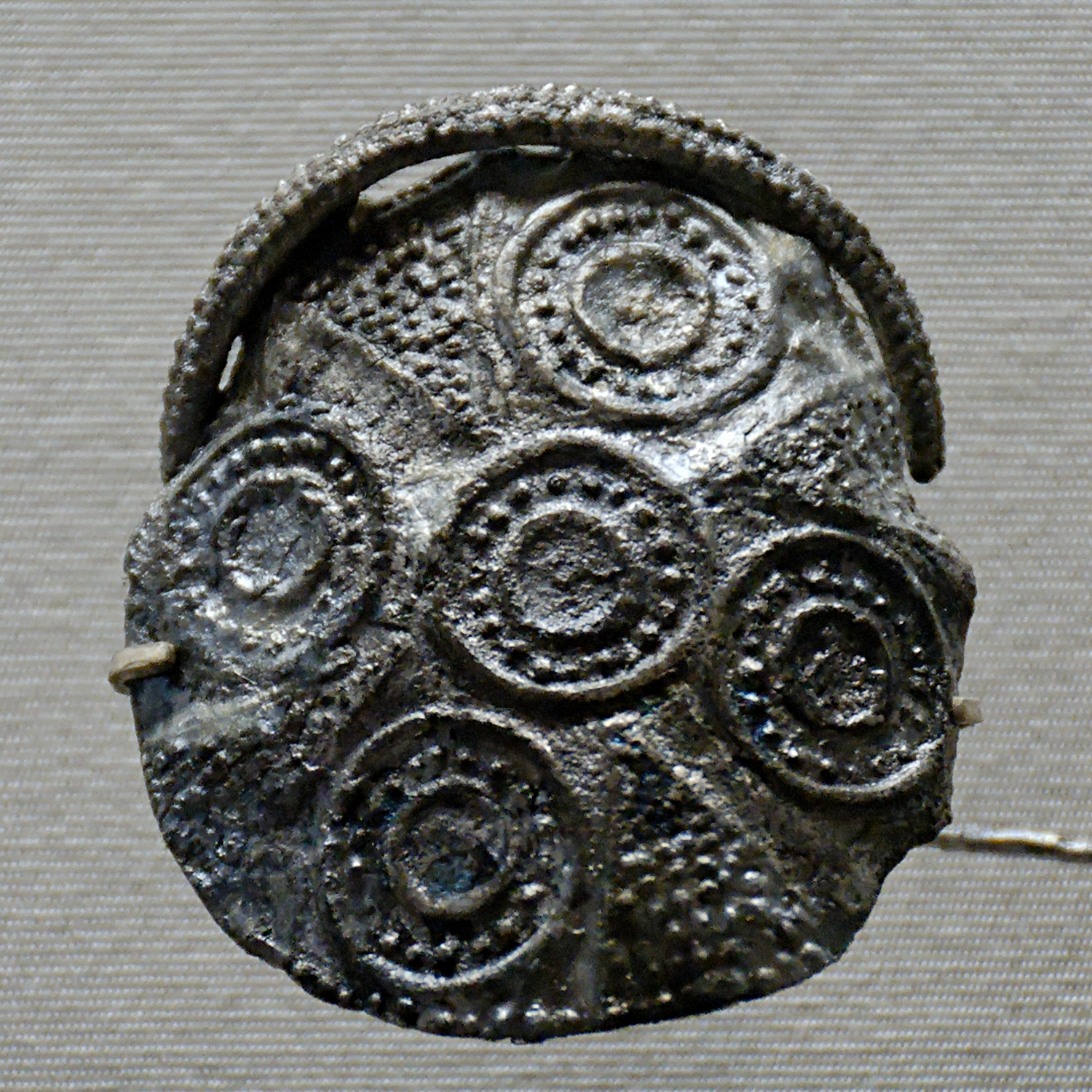
Sur argent, parement pour cheveux, Sialk vers le

Pour l'artiste orfèvre, le travail consiste à travailler à froid, à l'envers, une feuille ou une fine plaque de métal, de manière à faire ressortir une image ou un ornement, à l'aide de divers outils en métal ou en bois. Cette technique, dont on trouve des traces datant du IIIe millénaire av. J.-C., ne retire aucune matière de la pièce travaillée, à la différence par exemple du repercé, du poinçonnage ou de la gravure, qui peuvent parfois enlever une partie du métal.
Le travail de l'orfèvre peut ensuite être complété par diverses touches visant à rehausser la pièce par des ornementations, en la travaillant cette fois à l'endroit, par ciselure ou gravure.

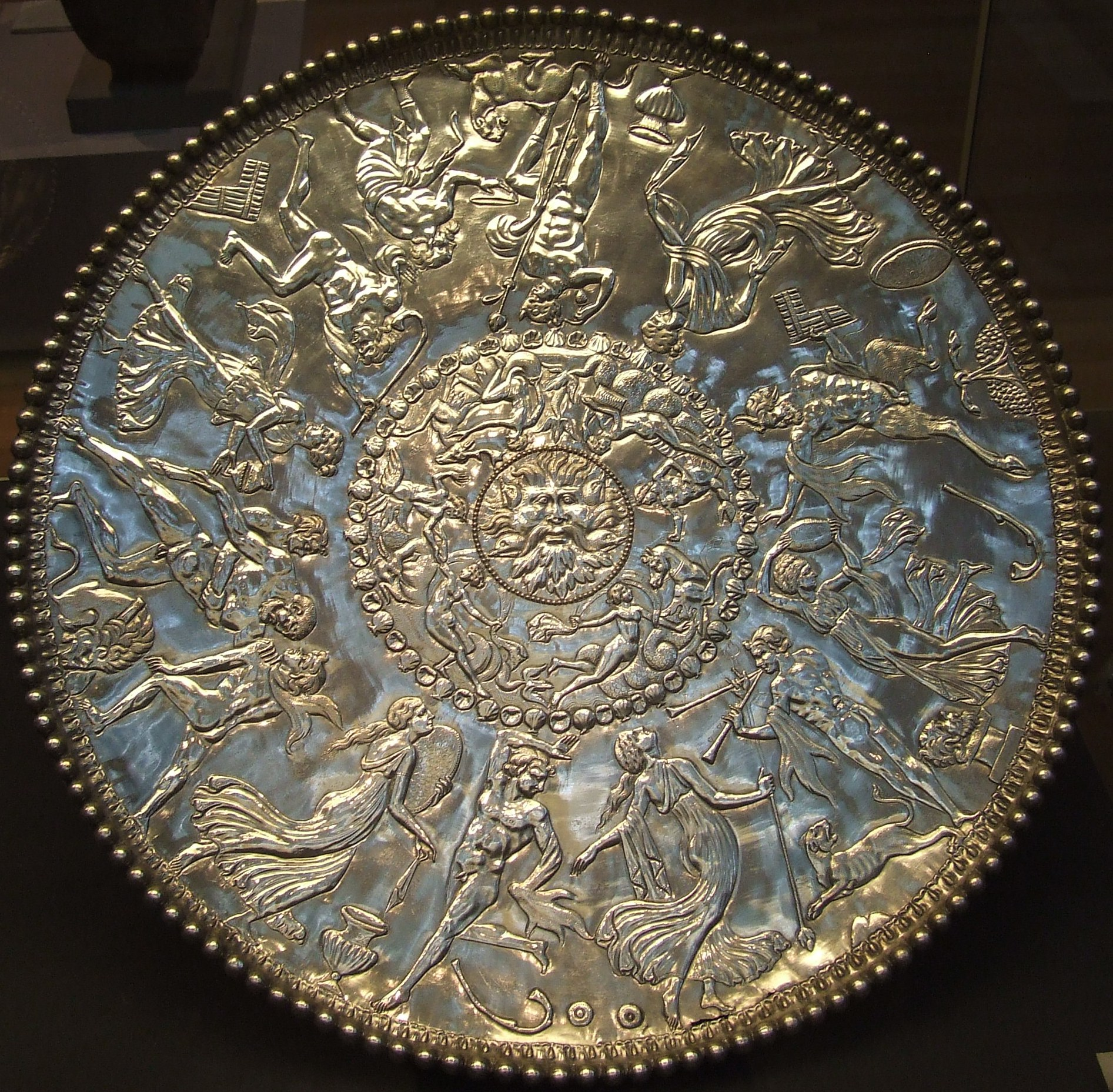
Grand plat du trésor de Mildenhall.
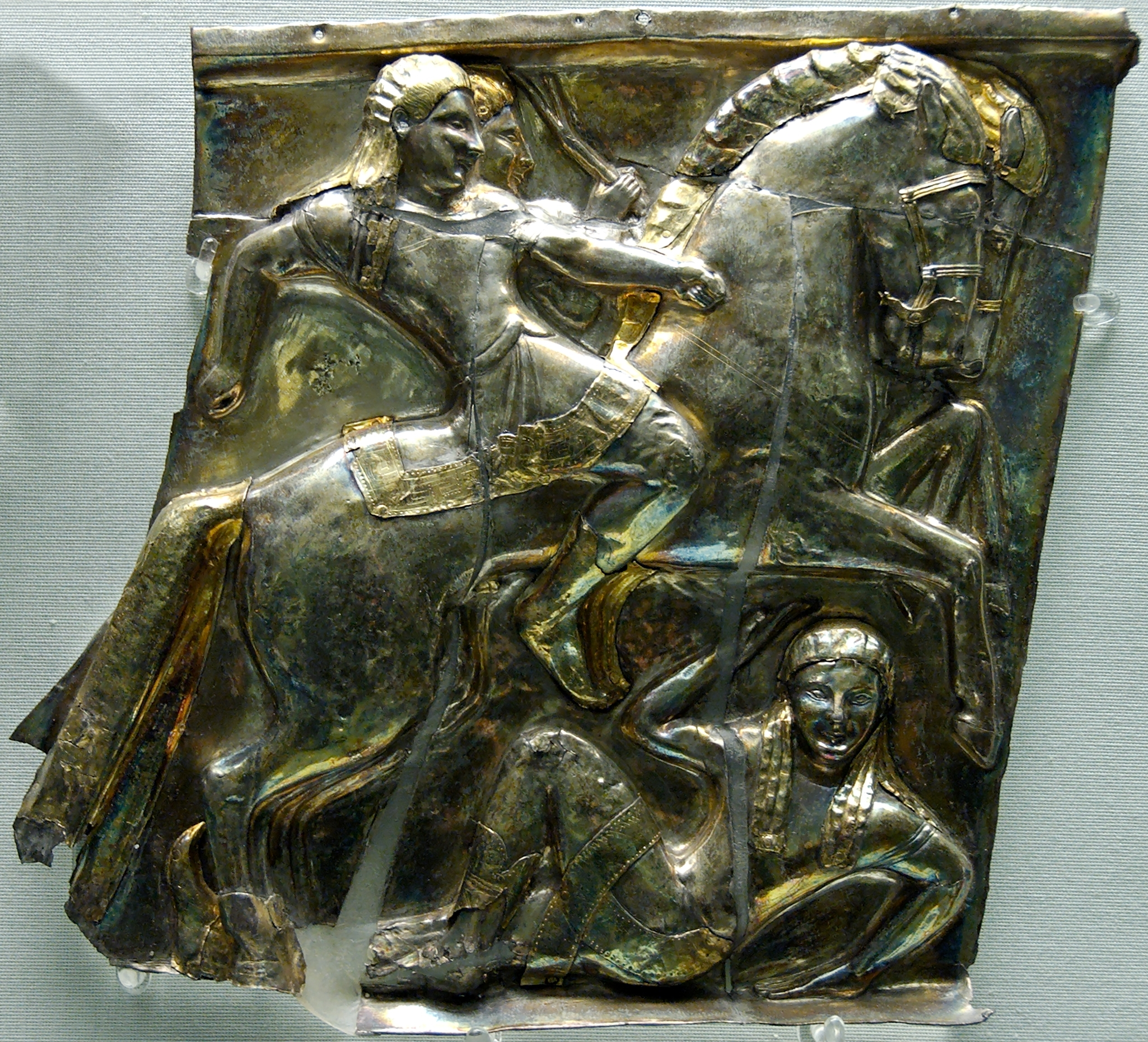
Repoussé étrusque.
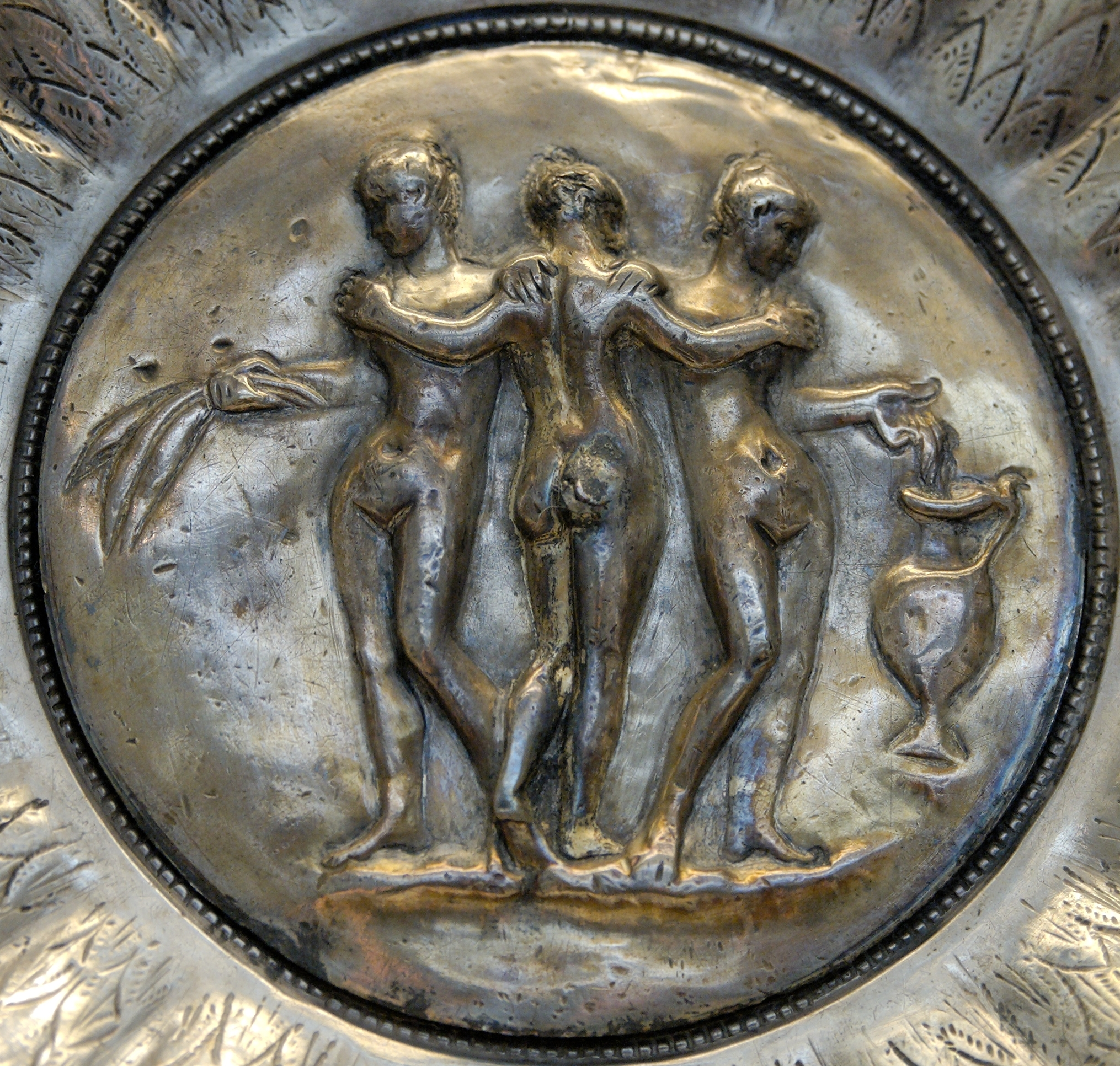
Médaillon repoussé.
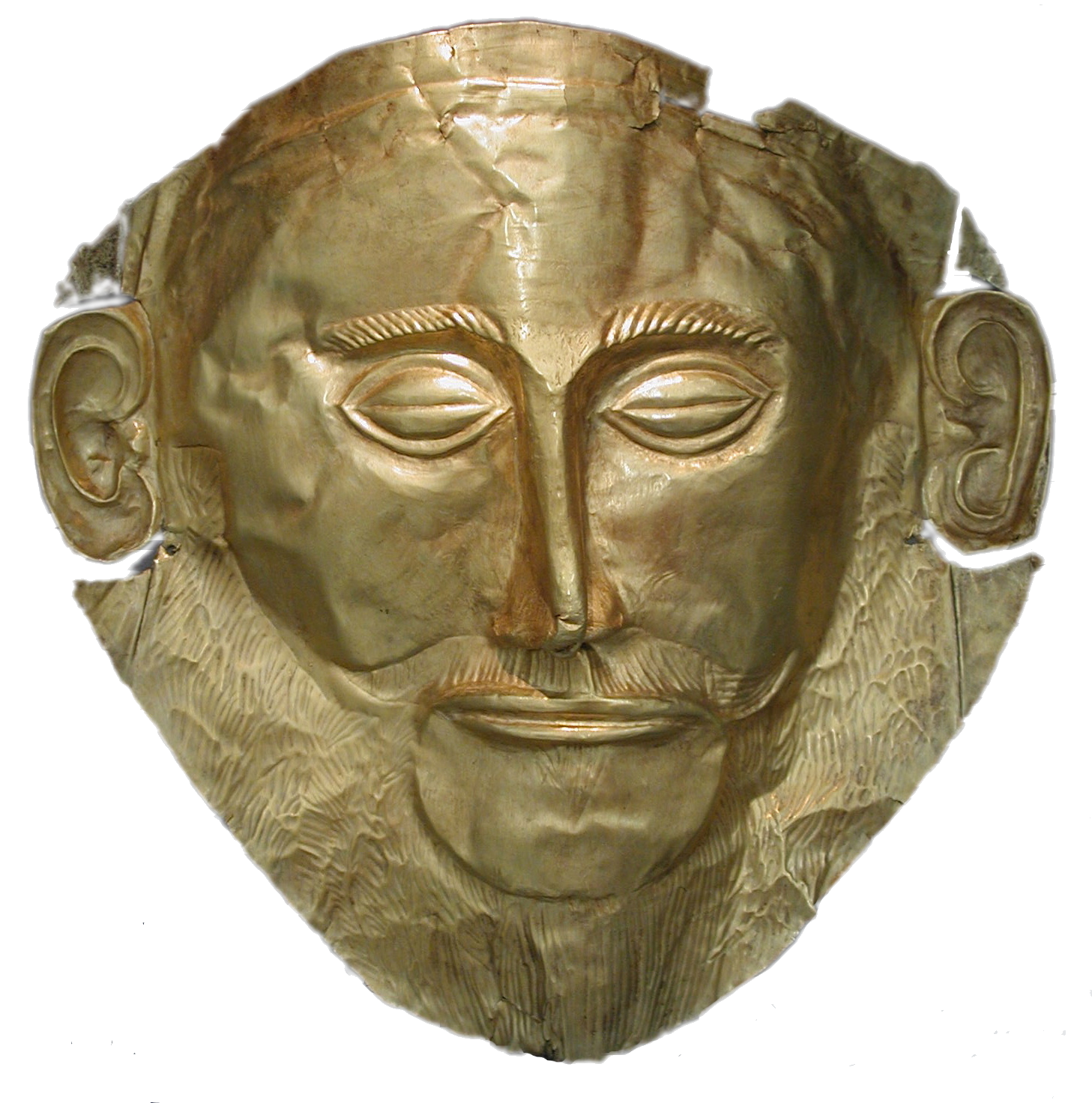
Masque d'Agamemnon.

## Reliure

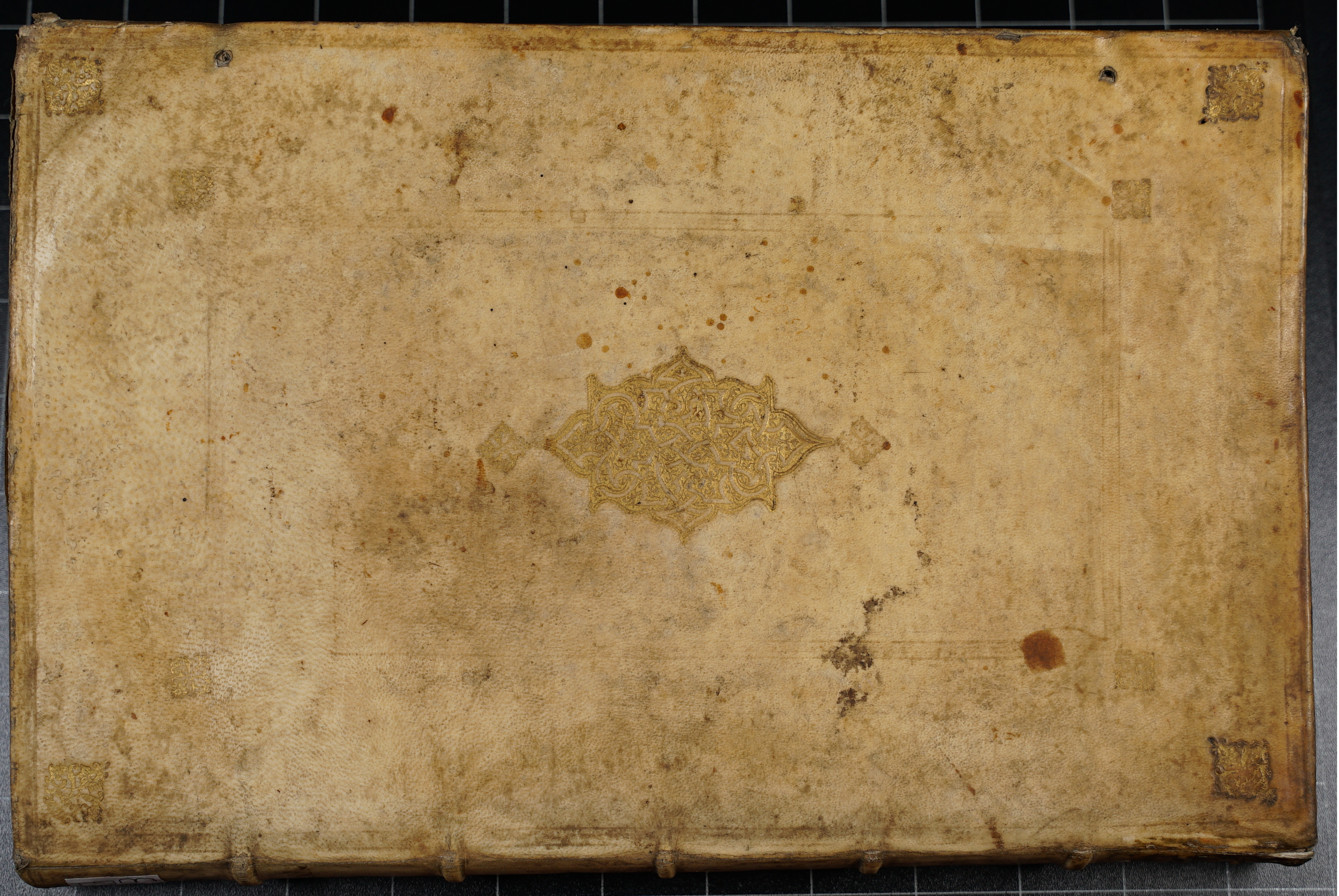
Exemple sur cuir, XVIe siècle.

Pour l'artisan relieur, le matériau employé est une pièce de cuir qui, comme en orfèvrerie, sera travaillée à l'envers pour faire ressortir un motif, une lettre ou une image.
Là aussi, le travail peut être parachevé par des ajouts sur l'endroit de la pièce traitée, par exemple par dorure.